# Кокпекти (Жетысуская область)
Кокпекти (каз. Көкпекті, до 2007 г. - Первое Мая) — село в Каратальском районе Жетысуской области Казахстана. Административный центр сельского округа Айту. Код КАТО — 195049100.

## Население
В 1999 году население села составляло 770 человек (386 мужчин и 384 женщины). По данным переписи 2009 года, в селе проживало 520 человек (272 мужчины и 248 женщин).